# R176公路 (俄羅斯)

紅線為維亞特卡公路

R176聯邦公路，又稱維亞特卡公路（Вятка），是俄羅斯的一條幹線公路，始於楚瓦什共和國切博克薩雷，以科米共和國瑟克特夫卡爾為終點，全長872公里。
该公路2018年1月1日以前曾用编号A119，此后该编号被另一同号公路接管，新的A119公路位于沃洛格达州和卡累利阿共和国之间，与该线路无任何关系。